# قائمة المنارات في البحرين
هذه قائمة بالمنارات في البحرين.

## المنارات
| الاسم                           | الصورة | تاريخ البناء | الموقع والإحداثيات                 | تصنيف المنارة | الارتفاع         | رقم الوكالة الوطنية للاستخبارات الجغرافية المكانية | رقم المكتب الهيدروغرافي للمملكة المتحدة | المدى بالميل البحري |
| ------------------------------- | ------ | ------------ | ---------------------------------- | ------------- | ---------------- | -------------------------------------------------- | --------------------------------------- | ------------------- |
| منارة نادي البحرين لليخوت       |        | n/a          | سترة 26°06′49.0″N 50°38′05.4″E     | Q W           | 10 متر (33 قدم)  | 29737                                              | D7409.5                                 | 5                   |
| منارة كوكب أم السوالي           |        | n/a          | الحد 26°13′17.0″N 50°40′55.5″E     | F R           | 45 متر (148 قدم) | 29707                                              | D7400.9                                 | 10                  |
| منارة كاسر الأمواج بميناء خليفة |        | n/a          | الحد 26°10′40.7″N 50°42′50.5″E     | F G           | 6 متر (20 قدم)   | 29709                                              | D7400.95                                | 5                   |
| منارة ميناء سلمان               |        | n/a          | أم الحصم 26°12′08.1″N 50°36′37.2″E | F WRG         | 42 متر (138 قدم) | 29764                                              | D7406                                   | n/a                 |